# Димитър Добрев (борец, р. 1931)
За другия борец вижте Димитър Добрев (борец, р. 1930).
Вижте пояснителната страница за други личности с името Димитър Добрев.
Димитър Димитров Добрев е български състезател и треньор по борба.

## Биография
Роден е на 14 април 1931 г. в с. Езерче, Разградско. Състезател по борба класически стил. Носител е на сребърен медал от Олимпийските игри в Мелбърн 1956 г. и златен медал от Олимпийските игри в Рим през 1960 г. Той е първият олимпийски шампион по класическа борба и вторият българин спечелил Олимпийско злато след Никола Станчев.
Други негови по-значителни постижения са двете титли от младежката универсиада проведена през 1957 г. в Москва. Печели ги в двата стила борба (свободен и класически).
Димитър Добрев е заслужил майстор на спорта по борба, герой на социалистическия труд, заслужил треньор. Обявен е за Спортист № 1 на България за 1960 г.
Добрев е първият и единствен национален треньор в двата стила. Откривател на легендарните Боян Радев и Петър Киров. Треньор при едната олимпийска титла на Боян Радев.В родното му с. Езерче има СК по борба „Димитър Добрев“.